# 左岸綫
左岸线（羅馬化：Livoberezhna liniia）是基輔地鐵擬議的第五條地鐵綫路，計劃為烏克蘭首都及最大城市基輔的左岸社區（東基輔）提供服務，該綫在綫路地圖上通常以天藍色顯示。